# Švýcarská reformace
Švýcarská reformace započala v Curychu roku 1522 vystoupením Ulricha Zwingliho. Spolu s Janem Kalvínem, působícím v Ženevě, se stali hlavními postavami švýcarské reformace. Ulrich Zwingli padl roku 1531 v bitvě u Kappelu, čímž se zbrzdilo šíření jeho myšlenek, avšak z reformačních snah Jana Kalvína vzešel jeden z hlavních proudů protestantismu, kalvinismus, který zasáhl celé Švýcarsko, Francii, Itálii, západní Německo, Skotsko a Nizozemí.

## Počátky reformace
Slovo reformace pochází z lat. reformatio a znamená obnovení či zlepšení. Jde o náboženské a sociálně politické hnutí. Reformace probíhala v západní a střední Evropě od 14. až do 17. století. Snahy reformace se soustředily na obnovu křesťanství a nápravu celé společnosti. Před vypuknutím reformace sehráli důležitou roli valdenští, kteří šířili myšlenku chudé církve. Jan Viklef jako první jasně zformuloval reformační myšlenky, které se uchytily v Anglii a ve Skotsku u lollardů. Od počátku 15. století se Viklefovy myšlenky šířily do západní a střední Evropy. V Čechách Viklefovy reformační myšlenky šířil Jan Hus a jeho stoupenci. Na českou reformaci přímo navázal Martin Luther a r. 1517 vydal dílo Devadesát pět tezí, kterým zahájil reformační činnost v Německu. Téměř současně s vystoupením Martina Luthera začíná reformace ve Švýcarsku.

## Vývoj reformace ve Švýcarsku
Švýcarská reformace vypukla nezávisle na vystoupení Martina Luthera, avšak z obdobných příčin. Předcházela jí celá řada událostí, jako například socioekonomické změny, které měly za důsledek nárůst počtu měst a jejich nabývání na ekonomické síle. Města však neměla moc politickou, o kterou usilovala. Konkurentem v boji o moc byla pro města církev.
Počátky švýcarské reformace byly spojeny se vznikem nových vzdělávacích institucí. Vznikalo mnoho malých regionálních univerzit, které byly spjaty se svým okolím a mohly tak pružně reagovat na aktuální problémy společnosti. Tyto regionální univerzity významně přispěly k šíření reformačních myšlenek. Vzdělanost již nebyla vázána na kláštery, ale na univerzity coby městské instituce. V 15. století pak vznikaly na vysokých školách katedry biblických jazyků. V rámci snahy o lepší dostupnost Bible co nejširším vrstvám byly pořizovány překlady Bible do národních jazyků. V 15. století a počátkem 16. století se objevovala celá řada nových myšlenkových proudů, které měly vliv na vývoj reformace, jako např. humanismus, který s sebou nesl antropocentrický charakter myšlení. Humanismus a renesance vedla k novým pokrokům ve vědě a umění. Vynález knihtisku napomohl k rychlejšímu šíření myšlenek reformace. Důležitými místy rozvoje knihtisku se staly Basilej a Ženeva. Tato města se díky tomu stala důležitými kulturními středisky.

## Zwingli a Kalvín, vůdčí osobnosti švýcarské reformace

### Ulrich Zwingli
Ulrich Zwingli působil v Curychu a patřil k nejbohatším měšťanům. Od počátku byl podporován světskou mocí. Roku 1522, na začátku postního období, došlo k veřejnému konfliktu o postních předpisech mezi zástupci papežství a místní církví, kterou formoval Zwingli skrze své pochopení evangelia. Na základě zásady sola scriptura se snažil dokázat, že skutky nemají podstatu v Písmu svatém. Na víru v možnost spásy skrze skutky zaútočil i formou „happeningu“, když na veřejnosti v postní době pojídal klobásy. Městská rada v Curychu se dostala do sporu s kostnickým biskupem a Zwingliho vystoupení podpořilo její zájmy. Roku 1522–1523 přesvědčil Zwingli městskou radu a stal se duchovním správcem Curychu.
Přijímal tři základní principy reformační nauky o spáse: sola scriptura (pouhým Písmem), sola fide (pouhou vírou), sola gratia (pouhou milostí). Křesťanské rituály a jejich roli v životě věřících však pojímal radikálněji než Luther a Kalvín. V rámci sola scriptura odmítal pojetí transsubstanciace. Ježíš Kristus je podle Zwingliho reálně přítomen v eucharistii, ale nedochází k přepodstatnění. Mši pojímal jako projev úcty k Bohu, nikoli jako prostředek ke spáse. Ostře se vymezoval proti obrazům, sochám a ostatkům svatých. Demagogizoval mši a radikálně interpretoval eucharistii jako pouze symbolickou připomínku poslední večeře. Martin Luther a Ulrich Zwingli se spolu střetli při marburské disputaci, kde řešili otázku večeře Páně. Při disputaci došlo k rozchodu Luthera a Zwingliho.
V druhé polovině dvacátých let 16. století upevňoval Zwingli své postavení v Curychu a šířil své myšlenky do ostatních kantonů, které se tvrdě bránily. Postavení Ulricha Zwingliho se v Curychu během dvacátých let posilovalo. Jeho působení po r. 1527 se zaměřovalo na rozšíření reformace po celém Švýcarsku.

### Jan Kalvín
Jan Kalvín byl původně právník, pocházel z Francie a zde také do r. 1534 působil. Ve třicátých letech 16. století ve Francii proběhla tzv. „plakátová aféra“, ve které se zwingliánští radikálové pokusili zhatit vyjednávání krále Františka I. s lutherskými knížaty. Z tohoto činu byli obviněni protestanti a celá řada z nich utekla do exilu, mezi nimi i Jan Kalvín. Kalvín přišel r. 1534/35 přes Štrasburk do Basileje, kde se seznámil s reformátory jako Johann Jakob Grynaeus, Oswald Myconius, Heinrich Bullinger, Martin Bucer a Wolfgang Capito (Köpfel).
Mezi Kalvínova nejznámější díla s reformační tematikou patří Institutio religionis christianae, které podává střízlivý švýcarský pohled na reformaci, doplněné o specifické znaky, tj. jeho pojetí církve, vymezení křesťanských povinností, pojetí predestinace. První vydání r. 1536 bylo anonymní, ale o rok později dílo vydal pod svým jménem. Toto dílo bylo myšleno jako spis na obranu pronásledovaných francouzských protestantů a bylo věnováno francouzskému králi, aby ho získalo pro podporu reformace.
Koncem r. 1536 pozval reformační kazatel Vilém Farel Kalvína do Ženevy. Zde byl Kalvín rovněž ustanoven kazatelem a požádán, aby provedl reformu obce. Kalvín vypracoval a vydal řád obce, který obsahoval, mimo jiné, přísnou církevní kázeň. Brzy na to vydal díla Katechismus a Vyznání víry. Jeho návrhy byly velmi radikální v tom, že nerozlišoval mezi církví a obcí. Kalvín kladl důraz na mravní čistotu a jednoduchost. Jeho návrhy vyvolaly odpor, který vyvrcholil r. 1538. Kalvín byl vypovězen z Ženevy a odešel do Basileje. Reformovaná ženevská obec se začala rozpadat a městská rada pozvala Kalvína roku 1541 zpět, aby ji obnovil. Jeho návrat byl spojen s vytvořením teokratické republiky.
Kalvín zavedl čtyři základní církevní úřady: jáhen (péče o chudé a nemocné), presbyter (dohlíží na církevní pořádek, společenství jáhnů tvoří konzistoř – v domácnosti věřícího mohou kontrolovat), doktor (jeho úkolem je rozvoj dogmatiky a výchova), kazatel (vede kázání).
Jan Kalvín kladl důraz na strohost sakrálních prostor, což vedlo k obrazoborectví. Zastával názor, že Ježíš je v eucharistii přítomen duchovně. Radikalizoval zásadu sola gratia a tvrdil, že člověk je Bohem předurčen ke spáse nebo k zatracení. Roku 1560 vyšla poslední verze jeho díla Instituce, které několikrát přepracovával.

## Hledání společné teologie
Rozdíly mezi Lutherem a Zwinglim byly nejvýraznější v rovině liturgické. Zwingli byl mnohem radikálnější a kladl důraz na strohost liturgie. Zwingliho s Kalvínem spojoval požadavek strohosti liturgie, který se odrážel také v požadavcích na prostotu interiérového vybavení reformačních sakrálních prostor, jež se následně projevily v obrazoborectví. Rozdílné bylo i jejich pojetí eucharistie. Luther odmítá transsubstanciaci. Eucharistie je však, podle něj, spojená s reálnou přítomností Krista. Zwingli odmítá transsubstanciaci a existenci Krista ve víně a chlebu. Viděl v eucharistii pouze symbolickou připomínku Poslední večeře.

## Protireformace ve Švýcarsku
Zwingliho radikální postoje vyvolaly rozruch. Roku 1524 se dohodli zástupci 12 švýcarských kantonů a zakázali útoky na katolickou víru. Zákaz byl primárně mířen proti Curychu. Zwingli se podřídil a tím rozhněval radikální zastánce svých myšlenek. Městská rada se s těmito radikály musela vypořádat. Zwingli si během zásahů proti radikálním novokřtěncům (nazýváni též anabaptisté) upevňoval své postavení. Roku 1524 se nejstarší švýcarské kantony Schwyz, Zug, Uri, Unterwalden a Lucern spojily, aby bránily katolickou víru. Roku 1526 byla uspořádána náboženská disputace v Badenu a Aargau, na kterou se sjela celá řada teologů, kromě Zwingliho. Diskutovalo se o eucharistii, ctění obrazů a ostatků a podobně. Celá řada přítomných teologů se přiklonila na stranu katolickou. Curych výsledek disputace odmítl a Zwingli začal své myšlenky šířit do ostatních kantonů.
Zwingli založil společenství, do nějž vstoupily kantony Bern, Kostnice, Basilej, Štrasburk a St. Gallen. Proti nim se spojily katolické kantony, aby se bránily protestantismu. Z toho vzešel roku 1529 konflikt, který je označován jako První kappelská válka, kde proti sobě stáli na jedné straně Curych se svými spojenci a na straně druhé tradicionalisté držící se katolicismu. K otevřenému vojenskému konfliktu nakonec nedošlo a znepřátelené strany spolu začaly vyjednávat. Curych slíbil, že nebude šířit reformaci mimo své hranice. To však netrvalo dlouho. Roku 1531 přichází Druhá kappelská válka, v níž je Ulrich Zwingli zabit. Zwingliho myšlenky se šířily po Švýcarsku i do oblastí jižního Německa.

## Radikální proudy švýcarské reformace: novokřtěnci a unitáři
Od Zwingliho reformních myšlenek se odštěpil radikální proud vedený Konrádem Greblem a Georgem Blaurockem. Oba vytýkali Zwinglimu zklamání a stali se reprezentanty novokřtěnců. Radikálně interpretovali křest jako volní akt, výsledek vědomého rozhodnutí a vědomého obrácení. Sám Zwingli se postavil proti novokřtěncum a odmítal jejich radikalismus. Curyšská obec přijala Zwingliho reformaci a radikály vypudila. Jejich myšlenky se však šířily dál do jižního Německa, Rakouska, na Moravu a do Nizozemí. Pro své radikální postoje byli novokřtěnci pronásledováni ze strany katolíků i protestantů.
V období mezi lety 1534 a 1536 reprezentanti radikálních novokřtěnců ovládli město Münster a zřídili obec „Nový Jeruzalém“ v čele s Janem Mathysem a Janem z Leidenu. Zrušili systém stavů, zavedli specifický ekonomický systém, systém mezilidských vztahů a hodnot – vše ve vztahu k Bibli.
Síly katolického biskupa a lutherské šlechty nakonec roku 1536 dobyly Müntzer a nastolily starý pořádek. Tímto byla zlomena nejradikálnější větev novokřtěneckého hnutí.
Němci rozšířili myšlenky anabaptismu o sociální rozměr a dobře ho etablovali. Na Moravě byli novokřtěnci na lichtenštejnských panstvích. Vytvářeli vlastní skupiny a vesnice. Na jižní Moravě působila skupina novokřtěnců nazývána habáni.
Ani Jan Kalvín neměl slitování se svými odpůrci, jakými byli unitáři a katolíci. Unitáři odmítali dogma o Trojici, v 16. století působili v Polsku, Maďarsku a v Anglii. Miguel Servet je považován za průkopníka tohoto hnutí. Servet se dostal v Ženevě do sporu s Kalvínem a byl upálen.

## Šíření švýcarské reformace
Za vlády Františka I. a Jindřicha II. byly reformní snahy ve Francii tvrdě potlačovány. Přesto zde vznikla skupina krátce nazývána hugenoti, která zastávala Kalvínovy myšlenky. Občanská válka, která vypukla mezi nimi a katolíky, skončila vydáním ediktu nantského roku 1598. Dokument zajišťoval náboženskou svobodu do roku 1685, kdy byl zrušen. To donutilo hugenoty k emigraci do protestantských zemí Evropy a Ameriky. Protestanti ve Francii získali svou náboženskou svobodu až v 18. století.
Do Nizozemí pronikal kalvinismus za války se Španělskem, která probíhala od roku 1566 až do roku 1609. Odtud se kalvinismus šířil dál do dolního Porýní. Nizozemí a Holandsko se staly centrem kalvinismu.
Ve Skotsku, díky působení Johna Knoxe, vznikla presbyterská církev. Ze Skotska se šířil kalvinismus do Anglie. Zde se střetl s anglikánskou církví a jejich spojením vznikl puritanismus. Anglie a Holandsko byly v té době významnými námořními mocnostmi. Díky tomu se kalvinismus mohl šířit do zámořských oblastí a nabyl tak světových rozměrů.
Dále byla pod vlivem kalvinismu Severní Amerika. Částečně se dostal do střední Evropy (Maďarsko, Polsko). V Českých zemích měl vliv na Jednotu bratrskou.
Severní Evropě dominovalo luteránství a kalvinismus se sem nerozšířil.

## Pohled badatelů na švýcarskou reformaci
Švýcarská reformace nepatří mezi zapomenutá témata historie. Pozornost jí věnuje celá řada institucí, výzkumů a jednotlivých badatelů z oblasti teologie, religionistiky, sociologie a dalších. Na švýcarské univerzitě v Curychu, pod záštitou teologické fakulty, funguje Ústav dějin švýcarské reformace. Zabývají se zde studiem reformace ve Švýcarsku se zaměřením na Ulricha Zwingliho, Heinricha Bullingera a anabaptismus.
V některých důležitých ohledech se základní historiografická témata, týkající se radikální reformace, dramaticky nezměnila od dob revizionistického badatelského proudu 70. let 20. století. I dnes se snaží badatelé začlenit různé radikální proudy 16. století do kontextu hlavních témat bádání o raně novověké Evropě, zvláště konfesionalizace, sociální disciplinace, náboženské tolerance a budování státu. Současně však postmoderní obrat otevřel prostor pro nové sblížení mezi akademickými a konfesijními přístupy ke studiu radikální reformace. Postmodernisté také kladli důraz na důslednější terminologické zakotvení bádání o švýcarské reformaci a věnovali pozornost dekonstrukci a diskurzivní analýze zavedených badatelských kategorií.

### Externí zdroje
- Ústav dějin švýcarské reformace (Universität Zürich)

### Prameny
- KALVÍN, Jan. Vzdělání ve víře: Katechismus a vyznání víry z r. 1537. Praha: ÚCN Kalich, 1953.
- KALVÍN, Jan. Instituce učení křesťanského náboženství. Praha: Komenského evangelická fakulta bohoslovecká, 1951.
- ZWINGLI, Ulrich. Počet z víry a výklad víry: Dva vyznavačské listy curyšského reformátora. [s.l.]: ÚCN Kalich, 1953.